# Barbora Krejčíková
Barbora Krejčíková (Brno, 18 de dezembro de 1995) é uma tenista profissional tcheca.
Em 12 de junho de 2021, Krejčíková conquistou o torneio de simples de Roland Garros, derrotando a Anastasia Pavlyuchenkova em sets diretos na final. Um dia depois, venceu nas duplas femininas da mesma competição ao lado de Kateřina Siniaková. Em 1 de agosto do mesmo ano, novamente com Siniaková, obteve o ouro na mesma categoria nos Jogos Olímpicos de 2020, derrotando Belinda Bencic e Viktorija Golubic na decisão em sets diretos.
Em janeiro de 2022, ganhou o primeiro título nas duplas no Australian Open. Em julho daquele ano, foi campeã na mesma categoria em Wimbledon pela segunda vez. Em setembro de 2022, conquistou o Aberto dos Estados Unidos também nas duplas depois de virar o placar para dois sets a um na decisão.
Em janeiro de 2023, obteve o bicampeonato das duplas no Australian Open, perdendo apenas uma parcial durante toda a disputa na categoria.

## Vida pessoal e antecedentes
Krejčíková começou a jogar tênis aos 6 anos. Mais tarde, ela foi treinada e orientada por Jana Novotná.
Krejčíková foi classificada como número 3 do mundo na categoria júnior em outubro de 2013. Naquele ano, ela conquistou títulos de duplas femininos no Aberto da França, em Wimbledon e no US Open com a também tcheca Kateřina Siniaková.
Em outubro de 2020, ela alcançou a quarta rodada em simples do Aberto da França, o que a ajudou a alcançar uma nova classificação de final de ano de No. 65 em novembro.

## Carreira júnior
Krejčíková foi classificada em terceiro lugar júnior no mundo em outubro de 2013. Naquele ano, ela conquistou títulos de duplas femininas no Aberto da França, em Wimbledon e no Aberto dos Estados Unidos com a também tcheca Kateřina Siniaková. Ao lado de Oleksandra Korashvili, da Ucrânia, ela também chegou à final do Aberto da Austrália, ficando a uma partida de completar o Grand Slam do ano civil. No mesmo ano, ela também venceu o Campeonato Europeu Júnior Sub-18 em Klosters, na Suíça, em simples e duplas.

## Carreira profissional

### 2023: Segundo Australian Open em duplas, primeiro título de simples WTA 1000, décima vitória entre as 10 primeiras
Krejčíková começou sua temporada de 2023 no Adelaide International 2. Tendo lutado contra uma lesão no pulso esquerdo desde Fort Worth, ela perdeu na segunda rodada para Daria Kasatkina em sets diretos.
No torneio de simples do Australian Open, Krejčíková chegou à quarta rodada, mas perdeu para Jessica Pegula. Nas duplas do Aberto da Austrália, em parceria com Katerina Siniaková, onde venceram sua 24ª partida consecutiva de Grand Slam e seu sétimo título de Grand Slam de duplas e, pela primeira vez, defenderam um título de Major, foi o décimo primeiro título de Grand Slam de Krejčíková.
Ela venceu seu primeiro torneio da temporada no Dubai Tennis Championships, derrotando cinco cabeças de chave em sequência sendo quatro entre as 10 primeiras: a 7ª cabeça de chave Daria Kasatkina, a 12ª Petra Kvitová, a número 2 do mundo Aryna Sabalenka, impondo-lhe sua primeira derrota de 2023 e encerrando uma sequência de 13 vitórias consecutivas, a número 3 do mundo, Jessica Pegula, por sua décima vitória entre as 10 primeiras de sua carreira, e, finalmente, a número 1 do mundo, Iga Świątek, também quebrando sua sexta sequência de vitórias. Este foi o primeiro título WTA 1000 de Krejčíková em simples; com a vitória, ela subiu 14 posições para a 16ª posição e se tornou apenas a quinta mulher a derrotar as nº 1, 2 e 3 do mundo em um único torneio e a única a fazê-lo em três dias consecutivos.
Como cabeça de chave do Birmingham Classic, ela chegou às semifinais derrotando a compatriota Linda Fruhvirtová. Como resultado, ela voltou ao top 10 no ranking de simples. Em seguida, ela derrotou Zhu Lin para chegar à final. Na final, Krejčíková perdeu para Jeļena Ostapenko. Nas duplas conquistou o título ao lado de Marta Kostyuk.
Krejčíková venceu o San Diego Open, derrotando Sofia Kenin na final. Ao lado de Kateřina Siniaková ela também conquistou o título de duplas, derrotando Danielle Collins e CoCo Vandeweghe na final.
Krejčíková iniciou a temporada asiática pelo Aberto da China no qual foi surpreendida na primeira rodada por Mirra Andreeva em uma derrota por sets diretos. Ela se recuperou no torneio seguinte em Zhengzhou, do qual foi vice-campeã perdendo para Zheng Qinwen na final em jogo de três sets.

### 2024
Krejčíková iniciou a temporada no Adelaide International, onde na chave de simples, perdeu para Anna Kalinskaya na primeira rodada. Já na chave de duplas, em parceria com Laura Siegemund, elas chegaram à semifinal que acabaram perdendo por "W.O." (devido a problemas físicos de Siegemund) para a dupla eventualmente campeã Beatriz Haddad Maia / Taylor Townsend. Depois disso, partiu para o Australian Open. Na campanha desse Major, como "cabeça de chave" N° 9, ela derrotou a "wild card", Mai Hontama [en] na primeira rodada em jogo de três sets, Tamara Korpatsch [en] na segunda em sets diretos e Storm Hunter na terceira em mais jogo de três sets. Na quarta rodada, ela venceu Mirra Andreeva em outro jogo de três sets. Nas quartas de final, perdeu para a 2ª "cabeça de chave" e defensora do título Aryna Sabalenka em sets diretos. Em Abu Dhabi, ela chegou às quartas de final onde perdeu para Liudmila Samsonova em sets diretos.
Krejčíková iniciou a temporada em quadras de saibro no Porsche Tennis Grand Prix, onde perdeu na primeira rodada para Veronika Kudermetova em jogo de três sets. No Aberto de Madri, ela perdeu seu jogo de estreia para Jaqueline Cristian também em jogo de três sets. Na chave de duplas do mesmo torneio ela foi vice-campeã com a parceira Laura Siegemund perdendo na final para a dupla local Cristina Bucsa / Sara Sorribes Tormo em sets diretos. Em Madri, perdeu para Jaqueline Cristian em seu jogo de estreia em partida de três sets. No Internationaux de Strasbourg, perdeu para Liudmila Samsonova na primeira rodada, também em jogo de três sets. No Aberto da França, como cabeça de chave N° 24, perdeu na primeira rodada para Viktorija Golubic em sets diretos.

## Finais da WTA

### Simples: 13 finais (8 títulos, 5 vices)
| Legenda                                        |
| ---------------------------------------------- |
| Grand Slam (2–0)                               |
| WTA Tour (0–0)                                 |
| Premier Mandatory & Premier 5 / WTA 1000 (1–1) |
| Premier / WTA 500 (2–2)                        |
| International / WTA 250 (3–2)                  |

| Finais por piso |
| --------------- |
| Duro (5–3)      |
| Saibro (2–1)    |
| Grama (1–1)     |
| Carpete (0–0)   |

| Status | N.  | Data     | Torneio                              | Categoria     | Piso     | Oponente                 | Placar              |
| ------ | --- | -------- | ------------------------------------ | ------------- | -------- | ------------------------ | ------------------- |
| Perdeu | 0–1 | Mai 2017 | Nuremberg Cup, Alemanha              | International | Saibro   | Kiki Bertens             | 2–6, 1–6            |
| Perdeu | 0–2 | Mar 2021 | Dubai Championships, UAE             | WTA 1000      | Duro     | Garbiñe Muguruza         | 6–7(6–8), 3–6       |
| Venceu | 1–2 | Mai 2021 | Internationaux de Strasbourg, França | WTA 250       | Saibro   | Sorana Cîrstea           | 6–3, 6–3            |
| Venceu | 2–2 | Jun 2021 | Roland Garros, França                | Grand Slam    | Saibro   | Anastasia Pavlyuchenkova | 6–1, 2–6, 6–4       |
| Venceu | 3–2 | Jul 2021 | Prague Open, República Tcheca        | WTA 250       | Duro     | Tereza Martincová        | 6–2, 6–0            |
| Perdeu | 3–3 | Jan 2022 | Sydney International, Austrália      | WTA 500       | Duro     | Paula Badosa             | 3–6, 6–4, 6–7 (4–7) |
| Venceu | 4–3 | Out 2022 | Tallin Open, Estônia                 | WTA 250       | Duro (i) | Anett Kontaveit          | 6–2, 6–3            |
| Venceu | 5–3 | Out 2022 | Ostrava Open, República Tcheca       | WTA 500       | Duro (i) | Iga Świątek              | 5–7, 7–6 (7–4), 6–3 |
| Venceu | 6–3 | Fev 2023 | Dubai Championships, UAE             | WTA 1000      | Duro     | Iga Świątek              | 6–4, 6–2            |
| Perdeu | 6–4 | Jun 2023 | Birmingham Classic, Inglaterra, UK   | WTA 250       | Grama    | Jeļena Ostapenko         | 6–7 (8–10), 4–6     |
| Venceu | 7–4 | Set 2023 | San Diego Open, EUA                  | WTA 500       | Duro     | Sofia Kenin              | 6–4, 2–6, 6–4       |
| Perdeu | 7–5 | Out 2023 | Zhengzhou Open, China                | WTA 500       | Duro     | Zheng Qinwen             | 6–2, 2–6, 4–6       |
| Venceu | 8–5 | Jul 2024 | Wimbledon, Inglaterra, UK            | Grand Slam    | Grama    | Jasmine Paolini          | 6–2, 2–6, 6–4       |

### Duplas: 29 finais (18 títulos, 11 vices)
| Legenda                                 |
| --------------------------------------- |
| Grand Slam (7–1)                        |
| Jogos Olímpicos (1–0)                   |
| WTA Finals (1–2)                        |
| Premier M. & Premier 5 / WTA 1000 (3–3) |
| Premier / WTA 500 (2–2)                 |
| International / WTA 250 (4–3)           |

| Finais por piso |
| --------------- |
| Duro (12–9)     |
| Saibro (3–2)    |
| Grama (3–0)     |
| Carpete (0–0)   |

| Status | W–L   | Data     | Torneio                            | Categoria     | Piso     | Parceiro (a)       | Oponentes                           | Placar                 |
| ------ | ----- | -------- | ---------------------------------- | ------------- | -------- | ------------------ | ----------------------------------- | ---------------------- |
| Perdeu | 0–1   | Out 2014 | Luxembourg Open, Luxemburgo        | International | Duro     | Lucie Hradecká     | Timea Bacsinszky Kristina Barrois   | 6–3, 4–6, [4–10]       |
| Venceu | 1–1   | Set 2015 | Tournoi de Quebec, Canadá          | International | Duro     | An-Sophie Mestach  | María Irigoyen Paula Kania          | 4–6, 6–3, [12–10]      |
| Perdeu | 1–2   | Fev 2016 | St. Petersburg Trophy, Rússia      | Premier       | Duro     | Vera Dushevina     | Martina Hingis Sania Mirza          | 3–6, 1–6               |
| Perdeu | 1–3   | Jul 2017 | Swedish Open, Suécia               | International | Saibro   | María Irigoyen     | Quirine Lemoine Arantxa Rus         | 6–3, 3–6, [8–10]       |
| Perdeu | 1–4   | Jan 2018 | Shenzhen Open, China               | International | Duro     | Kateřina Siniaková | Simona Halep Irina-Camelia Begu     | 6–1, 1–6, [8–10]       |
| Perdeu | 1–5   | Abr 2018 | Miami Open, EUA                    | Premier M     | Duro     | Kateřina Siniaková | Ashleigh Barty CoCo Vandeweghe      | 2–6, 1–6               |
| Venceu | 2–5   | Jun 2018 | Roland Garros, França              | Grand Slam    | Saibro   | Kateřina Siniaková | Eri Hozumi Makoto Ninomiya          | 6–3, 6–3               |
| Venceu | 3–5   | Jul 2018 | Wimbledon, Reino Unido             | Grand Slam    | Grama    | Kateřina Siniaková | Nicole Melichar Květa Peschke       | 6–4, 4–6, 6–0          |
| Perdeu | 3–6   | Out 2018 | WTA Finals, Singapura              | Finals        | Duro     | Kateřina Siniaková | Tímea Babos Kristina Mladenovic     | 4–6, 5–7               |
| Perdeu | 3–7   | Mar 2019 | Indian Wells Open, EUA             | Premier M     | Duro     | Kateřina Siniaková | Elise Mertens Aryna Sabalenka       | 3–6, 2–6               |
| Venceu | 4–7   | Ago 2019 | Canadian Open, Canadá              | Premier 5     | Duro     | Kateřina Siniaková | Anna-Lena Grönefeld Demi Schuurs    | 7–5, 6–0               |
| Venceu | 5–7   | Out 2019 | Linz Open, Áustria                 | International | Duro     | Kateřina Siniaková | Barbara Haas Xenia Knoll            | 6–4, 6–3               |
| Venceu | 6–7   | Jan 2020 | Shenzhen Open, China               | International | Duro     | Kateřina Siniaková | Zheng Saisai Duan Yingying          | 6–2, 3–6, [10–4]       |
| Perdeu | 6–8   | Fev 2020 | Dubai Championships, UAE           | Premier       | Duro     | Zheng Saisai       | Hsieh Su-wei Barbora Strýcová       | 5–7, 6–3, [5–10]       |
| Venceu | 7–8   | Fev 2021 | Gippsland Trophy, Austrália        | WTA 500       | Duro     | Kateřina Siniaková | Chan Hao-ching Latisha Chan         | 6–3, 7–6(7–4)          |
| Perdeu | 7–9   | Fev 2021 | Australian Open, Austrália         | Grand Slam    | Duro     | Kateřina Siniaková | Elise Mertens Aryna Sabalenka       | 2–6, 3–6               |
| Venceu | 8–9   | Mai 2021 | Madrid Open, Espanha               | WTA 1000      | Saibro   | Kateřina Siniaková | Gabriela Dabrowski Demi Schuurs     | 6–4, 6–3               |
| Venceu | 9–9   | Jun 2021 | Roland Garros, França (2)          | Grand Slam    | Saibro   | Kateřina Siniaková | Bethanie Mattek-Sands Iga Świątek   | 6–4, 6–2               |
| Venceu | 10–9  | Ago 2021 | Olímpiadas de Tóquio, Japão        | Olímpiadas    | Duro     | Kateřina Siniaková | Belinda Bencic Viktorija Golubic    | 7–5, 6–1               |
| Venceu | 11–9  | Nov 2021 | WTA Finals, México                 | Finals        | Duro     | Kateřina Siniaková | Hsieh Su-wei Elise Mertens          | 6–3, 6–4               |
| Venceu | 12–9  | Jan 2022 | Australian Open, Austrália         | Grand Slam    | Duro     | Kateřina Siniaková | Beatriz Haddad Maia Anna Danilina   | 6–7(3–7), 6–4, 6–4     |
| Venceu | 13–9  | Jul 2022 | Wimbledon, Reino Unido             | Grand Slam    | Grama    | Kateřina Siniaková | Elise Mertens Zhang Shuai           | 6–2, 6–4               |
| Venceu | 14–9  | Set 2022 | US Open, EUA                       | Grand Slam    | Duro     | Kateřina Siniaková | Caty McNally Taylor Townsend        | 3–6, 7–5, 6–1          |
| Perdeu | 14–10 | Nov 2022 | WTA Finals, EUA                    | Finals        | Duro (i) | Kateřina Siniaková | Veronika Kudermetova Elise Mertens  | 2–6, 6–4, [9–11]       |
| Venceu | 15–10 | Jan 2023 | Australian Open, Austrália (2)     | Grand Slam    | Duro     | Kateřina Siniaková | Shuko Aoyama Ena Shibahara          | 6–4, 6–3               |
| Venceu | 16–10 | Mar 2023 | Indian Wells Open, EUA             | WTA 1000      | Duro     | Kateřina Siniaková | Beatriz Haddad Maia Laura Siegemund | 6–1, 6–7 (3–7), [10–7] |
| Venceu | 17–10 | Jun 2023 | Birmingham Classic, Inglaterra, UK | WTA 250       | Grama    | Marta Kostyuk      | Storm Hunter Alycia Parks           | 6–2, 7–6 (9–7)         |
| Venceu | 18–10 | Set 2023 | San Diego Open, EUA                | WTA 500       | Duro     | Kateřina Siniaková | Danielle Collins CoCo Vandeweghe    | 6–1, 6–4               |
| Perdeu | 18–11 | Mai 2024 | Madrid Open, Espanha               | WTA 1000      | Saibro   | Laura Siegemund    | Cristina Bucșa Sara Sorribes Tormo  | 0–6, 2–6               |

### Duplas mistas: 3 (3 títulos)
| Status | Data     | Torneio             | Piso | Parceiro      | Oponente                           | Placar           |
| ------ | -------- | ------------------- | ---- | ------------- | ---------------------------------- | ---------------- |
| Venceu | Jan 2019 | Australian Open     | Duro | Rajeev Ram    | Astra Sharma John-Patrick Smith    | 7–6(7–3), 6–1    |
| Venceu | Fev 2020 | Australian Open (2) | Duro | Nikola Mektić | Bethanie Mattek-Sands Jamie Murray | 5–7, 6–4, [10–1] |
| Venceu | Fev 2021 | Australian Open (3) | Duro | Rajeev Ram    | Samantha Stosur Matthew Ebden      | 6–1, 6–4         |

## WTA 125K

### Duplas: 1 (1 título)
| Resultado | W–L | Data         | Torneio                 | Piso     | Parceira      | Oponente                                | Resultado        |
| --------- | --- | ------------ | ----------------------- | -------- | ------------- | --------------------------------------- | ---------------- |
| Campeã    | 1–0 | Nov. de 2015 | Open de Limoges, França | Hard (i) | Mandy Minella | Margarita Gasparyan Oksana Kalashnikova | 1–6, 7–5, [10–6] |

## Finais júnior deGrand Slam

### Duplas
| Posição | Ano  | Campeonato          | Piso   | Parceira              | Oponentes                             | Placar           |
| ------- | ---- | ------------------- | ------ | --------------------- | ------------------------------------- | ---------------- |
| Vice    | 2013 | Aberto da Austrália | Duro   | Oleksandra Korashvili | Ana Konjuh Carol Zhao                 | 7–5, 4–6, [7–10] |
| Campeã  | 2013 | Roland Garros       | Saibro | Kateřina Siniaková    | Doménica González Beatriz Haddad Maia | 7–5, 6–2         |
| Campeã  | 2013 | Wimbledon           | Grama  | Kateřina Siniaková    | Anhelina Kalinina Iryna Shymanovich   | 6–3, 6–1         |
| Campeã  | 2013 | US Open             | Duro   | Kateřina Siniaková    | Belinda Bencic Sara Sorribes Tormo    | 6–3, 6–4         |